# Skuld

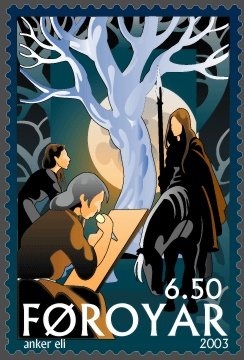
Urd, Verdandi a Skuld na známce Faerských ostrovů

Skuld, jedna ze tří norn v severské mytologii, je sudičkou označující budoucnost (aneb to, co je nevyhnutelné). Je ale, jako jediná z norn, také valkýrou. V praxi to znamená, že se s nimi podílí na vybírání duší padlých válečníků (viz einherjar), které pak putují do Valhally nebo Fólkvang(r)u.